# 石尊山 (日立市)
石尊山（せきそんさん）は、茨城県日立市に位置する標高385.9mの山。高鈴県立自然公園の最北端に位置する山である。
山頂近くにNHKなどの十王中継局や駐車場などがあり、林道が延びているため（中継局より先は未舗装道）、車での登頂も可能である。